# Eerste Slag om Fort Wagner
Op 10 juli openden de Noordelijke schepen onder leiding van viceadmiraal John Dahlgren het vuur op de Zuidelijke fortificaties op Morris Island. Het bombardement diende ter ondersteuning voor de landing van de brigade van brigadegeneraal George C. Strong. Deze landing vond plaats op het zuidelijke tipje van het eiland. Strongs eenheden veroverden enkele batterijen, waarna ze in het zicht kwamen van Fort Wagner. 's Morgens op 11 juli bestormden de Noordelijke troepen het fort. Soldaten van het 7th Connecticut bereikten de verdedigingsschansen, maar moesten terugtrekken omdat ze te weinig steun kregen.

## Gevolgen
De eerste aanval was mislukt. Op 18 juli zouden de Noordelijken een tweede poging ondernemen om Fort Wagner in te nemen in de Tweede Slag om Fort Wagner.

## Bron
Civilwar.com - Fort Wagner I
 Fort Sumter · Santa Rosa Island · Fort Pulaski · Forten Jackson en St. Philip · New Orleans · Secessionville · Simmon's Bluff · Tampa · Baton Rouge · 1ste Donaldsonville · St. John's Bluff · Georgia Landing · 1ste Fort McAllister · Fort Bisland · Irish Bend · Vermillion Bayou · 1ste Charleston Harbor · 1ste Fort Wagner · Grimball's Landing · 2de Fort Wagner · 2de Charleston Harbor · 2de Fort Sumter · Plains Store · Port Hudson · LaFourche Crossing · 2de Donaldsonville · Kock's Plantation · Stirling's Plantation · Fort Brooke · Gainesville · Olustee · Natural Bridge